# 比尔拉茨
比尔拉茨（法語：Burlats，法語發音：[byʁlats]）是法国奥克西塔尼大区塔恩省的一个市镇，属于卡斯特尔区。

## 地理
比尔拉茨（43°38'11"N, 2°19'3"E）面积32.62 平方千米，位于法国奧克西塔尼大區塔恩省，该省份为法国南部内陆省份，北起顺时针与阿韦龙省、埃罗省、奥德省、上加龙省和塔恩-加龙省接壤。
与比尔拉茨接壤的市镇（或旧市镇、城区）包括：勒贝、卡斯特爾、拉克鲁泽特、罗克库尔布、圣萨尔维-德拉巴尔姆。

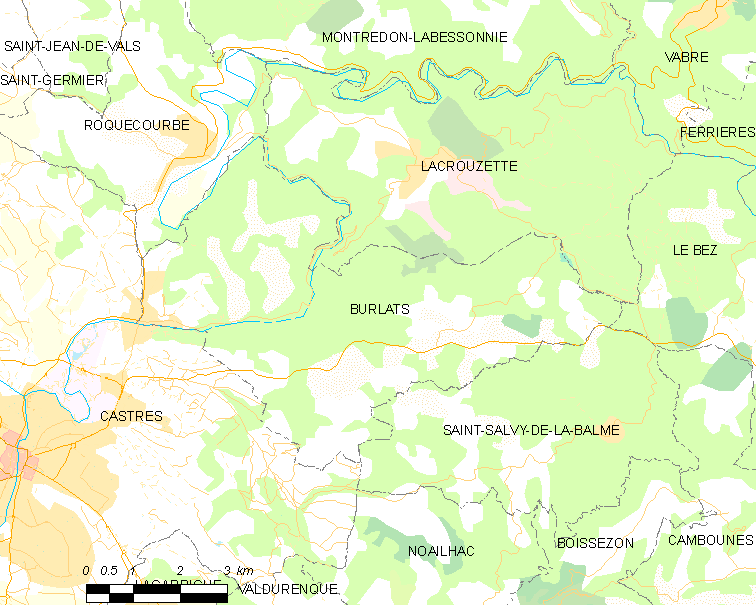
比尔拉茨的OSM定位图

比尔拉茨的时区为UTC+01:00、UTC+02:00（夏令时）。

## 行政
比尔拉茨的邮政编码为81100，INSEE市镇编码为81042。

## 政治
比尔拉茨所属的省级选区为卡斯特尔第二县。

## 人口

1962-2008年间比尔拉茨人口变化图示

比尔拉茨于2022年1月1日时的人口数量为2010人。